# Parçay-Meslay
Parçay-Meslay is een gemeente in het Franse departement Indre-et-Loire (regio Centre-Val de Loire). De plaats maakt deel uit van het arrondissement Tours. Parçay-Meslay telde op 1 januari 2022 2.574 inwoners.

## Geografie
De oppervlakte van Parçay-Meslay bedroeg op 1 januari 2022 14,07 vierkante kilometer; de bevolkingsdichtheid was toen 182,9 inwoners per km².

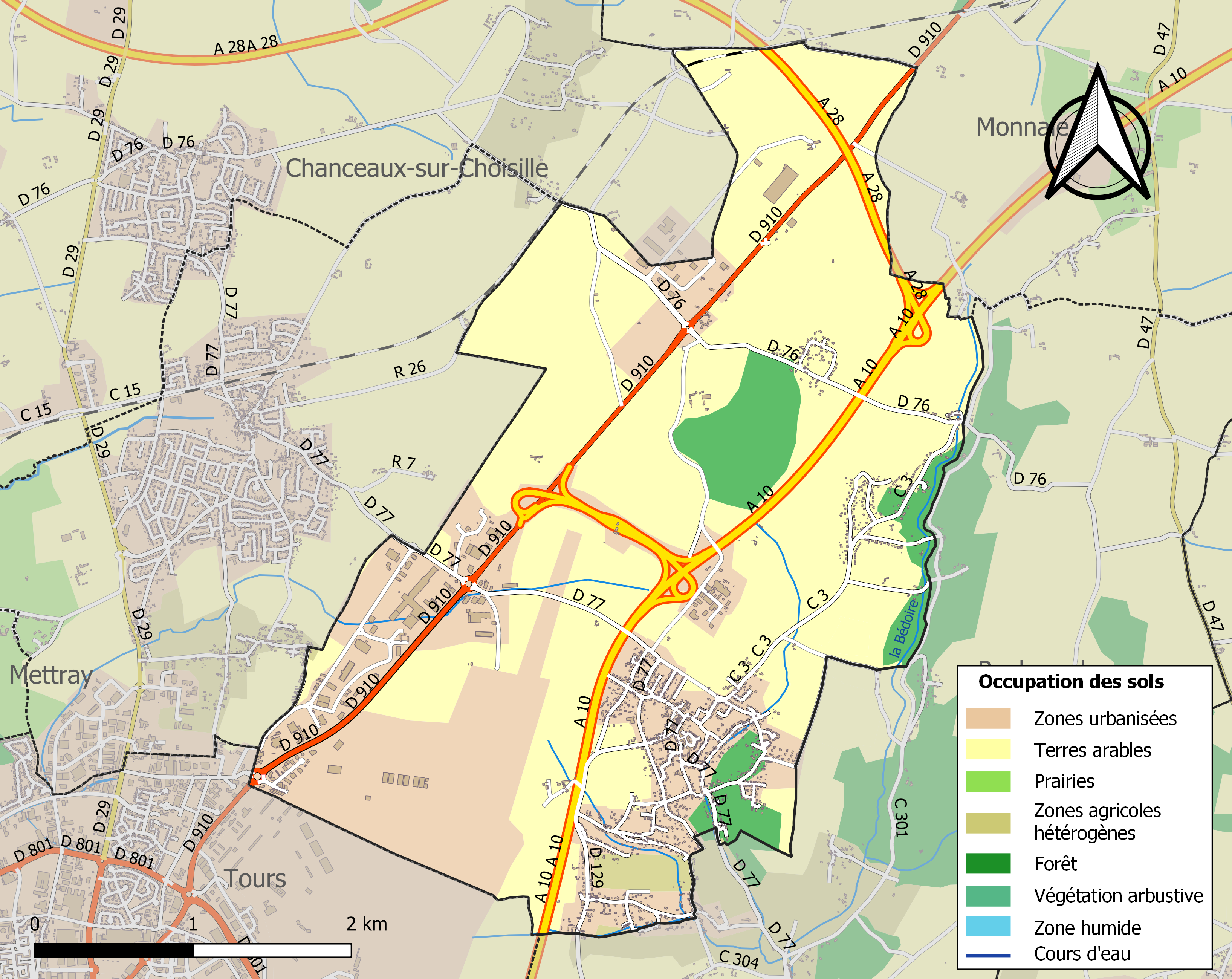
Kaart van de gemeente met belangrijkste infrastructuur, bodemgebruik en omliggende gemeenten

## Demografie
Onderstaande figuur toont het verloop van het inwonertal (bron: INSEE-tellingen).